# Journey to the Centre of the Earth
Journey to the Centre of the Earth ist in seiner ursprünglichen Fassung das dritte Album des britischen Musikers und Keyboarders Rick Wakeman, das am 3. Mai 1974 bei A&M Records veröffentlicht wurde. Es handelt sich um den Live-Mitschnitt des zweiten seiner beiden Konzerte in der Royal Festival Hall vom 18. Januar 1974, der Uraufführung seines 40-minütigen orchestralen Rockepos nach Jules Vernes gleichnamigem Science-Fiction-Roman Die Reise zum Mittelpunkt der Erde von 1864. Es erzählt die Geschichte von Professor Lidinbrook, seinem Neffen Axel und ihrem Führer Hans, die einer Passage zum Mittelpunkt der Erde folgen, die ursprünglich von Arne Saknussemm, einem isländischen Alchemisten, entdeckt wurde. Wakeman tritt mit dem London Symphony Orchestra, dem English Chamber Choir und einer Gruppe handverlesener Musiker für seine Rockband auf, aus der später das English Rock Ensemble hervorging. Die begleitenden Erzählungen wurden vom britischen Schauspieler David Hemmings gesprochen.

## Titelliste
Alle Titel wurden von Rick Wakeman geschrieben.
1. The Journey / Recollection – 21:20
2. The Battle / The Forest – 18:57

## Komposition

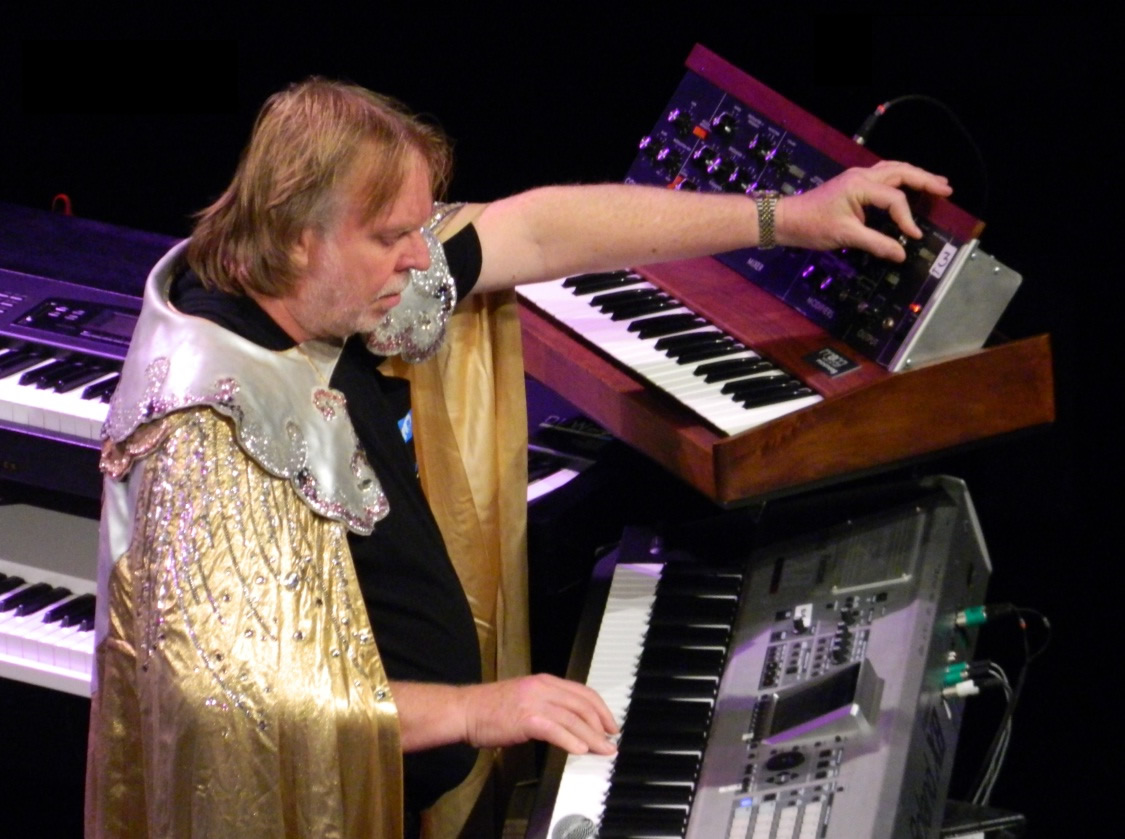
Rick Wakeman an den Keyboards (2012)

Das 40-minütige Stück ist in vier verschiedene Sätze unterteilt: The Journey (deutsch Die Reise), Recollection (Erinnerungen), The Battle (Die Schlacht) und The Forest (Der Wald). Alle Texte und die begleitende Erzählung wurden von Wakeman selbst geschrieben, jedoch war er mit seiner Textkomposition nicht zufrieden. Er gestand, dass seine Texte für den ersten Satz „… wirklich schlecht“ waren, was ihn zu einer Neufassung veranlasste. Der vierte Satz The Forest enthält Zitate aus In der Halle des Bergkönigs aus Edvard Griegs Peer Gynt von 1876.

### Handlung
In einem Manuskript aus dem 12. Jahrhundert namens Heims Kringla, der Chronik einer norwegischen Prinzessin, die über Island regierte, entdeckt der deutsche Professor Lidinbrook ein in Runen verfasstes Pergament. Das Dokument wird ins Lateinische entschlüsselt und durch Lidinbrooks Neffen Axel übersetzt. Es handelt sich um Aufzeichnungen des isländischen Alchemisten Arne Saknussemm aus dem 16. Jahrhundert, in denen er seine Reise des zum Mittelpunkt der Erde beschreibt. Der Text gibt auch die Lage des Eingangs zu der Route im erloschenen Vulkan Snæfellsjökull in Island preis.
Zusammen mit ihrem Führer Hans machen sich der Professor und sein Neffe auf die Reise, um den Spuren Saknussems zu folgen. Beim Betreten des Vulkans passieren sie eine Lavagalerie und gelangen an eine Kreuzung zweier Wege. Lidinbrook wählt den östlichen Tunnel, der sich jedoch nach drei Tagen als Sackgasse erweist. Sie kehren mit nur einem Tagesvorrat an Trinkwasser zurück und erreichen schließlich schwach, müde und durstig die Kreuzung. Nach einem Schlaf setzen sie ihre Reise fort, als Hans das Rauschen fließenden Wassers hinter einer Felswand hört. Er bearbeitet die Felswand mit seiner Spitzhacke an, worauf sich ein Strom kochenden Wassers in ihren Tunnel ergiesst und dort abkühlt. Das Wasser löscht nicht nur den Durst der Reisenden, sondern bildet einen fliessenden Wegweiser zum Mittelpunkt der Erde. Sie nennen den Strom den Hansbach.
Lidinbrook, Axel und Hans setzen ihre Reise fort und verlieren sich auf ihrem Weg aus den Augen. Axel ist allein und verängstigt. Erinnerungen an seine Verlobte Grauben, sein Zuhause und seine Freunde in Hamburg, sein Leben und die Ereignisse der Reise gehen ihm durch den Kopf. Er betet, verfällt in Panik und rennt durch den dunklen Tunnel, an dessen Ende er weinend zu Boden sinkt. Plötzlich hört er in der Ferne Lidinbrooks Stimme. Mit Hilfe der mitgeführten Chronometer können sie feststellen, dass sie vier Meilen voneinander entfernt sind. So gelingt es ihnen, sich wiederzufinden.
Plötzlich bricht der Boden unter Axel ein und er findet sich mit Lidinbrook und Hans in einem Wald aus riesigen Pilzen in der Nähe von Klippen und Meer wieder. Das Trio baut ein Floß und setzt Segel zu einem Hafen, den sie nach Axels Verlobter Port Grauben benennen. Fünf Tage nach ihrer Abreise werden sie Zeugen einer Schlacht zwischen einem Ichthyosaurus und einem Plesiosaurus. Der Ichthyosaurus siegt. Die Reisenden werden von einem viertägigen Sturm heimgesucht und suchen Schutz bei einigen überhängenden Felsen. Der Sturm hatte sie veranlasst, einige Meilen nördlich von Port Grauben anzulegen, um über Land der ursprüngliche Route von Saknussem weiter zu folgen. Über eine mit Knochen übersäte Ebene gelangen sie in einen Wald, der von riesigen Mastodonten bewohnt wird, die von einem 12 Fuß hohen Proteus angeführt werden. Fassungslos fliehen die drei aus dem Wald in das Lidinbrookmeer. Sie werden in einen dunklen Tunnel geschwemmt, der tief in den Fels gegraben ist, und durch den sie sich einen Durchgang mit Dynamit freisprengen. Die Explosion verursacht ein Erdbeben, sie finden sich in einem aktiven Vulkanschacht wieder, der sie am Ätna auf Sizilien zurück an die Erdoberfläche schleudert.

## Vorgeschichte
Mitte 1973 war Wakeman seit bald zwei Jahren bei der Progressive-Rock-Band Yes und er hatte sein Debüt-Soloalbum The Six Wives of Henry VIII mit großem Erfolg veröffentlicht. Als nächstes Projekt wollte er ein Album auflegen, das mit seiner Musik eine Geschichte erzählt. Dazu inspiriert hatte ihn eine mit seinem Vater besuchte Aufführung des symphonischen Märchens Peter und der Wolf von Sergej Prokofjew, bei der ein Erzähler die Geschichte vortrug und ein Orchester die Handlung musikalisch illustrierte. Wakeman plante bereits im November 1971 ein orchestrales Rockstück nach dem 1864 erschienenen Science-Fiction-Roman Reise zum Mittelpunkt der Erde von Jules Verne. Er legte dieses Projekt aber auf Eis, bis er die Aufnahmen zu The Six Wives of Henry VIII. im Oktober 1972 abgeschlossen, sowie etwas Geld gesammelt und Musik dazu geschrieben hatte.
Das Projekt startete im Dezember 1972, als Wakeman an den Orchesterkonzerten der Rockoper Tommy von The Who zusammen mit dem London Symphony Orchestra, dem English Chamber Choir unter Dirigent David Measham und der Regie unter Wil Malone im Londoner Rainbow Theatre teilnahm. Wakeman trug seine Idee dem Produzenten der Show Lou Reizner vor, der ihn mit Measham zusammenbrachte, um weitere Pläne zu besprechen. Wakeman produzierte daraufhin ein Demoband, als grobe Skizze der Gesamtstruktur der Musik mit einem Minimoog-Synthesizer, Mellotron, Rhodes-Piano und Clavinet, und präsentierte es Measham, wobei er angab, wo die Orchesterstimmen platziert werden sollten. Nachdem Measham Unterstützung zusicherte, traf sich Wakeman mit seinem Manager Brian Lane, um die Idee weiterzuentwickeln, das Werk mit einem Orchester, Chor und einer Rockband aufzuführen. Da die Kosten für die Aufnahme des Albums in einem Studio zu hoch wären, erklärte sich sein Label A&M Records bereit, das Werk live im Konzert aufnehmen zu lassen. Um das Projekt mitzufinanzieren, verkaufte Wakeman mehrere seiner Autos und „verpfändete sich bis zum Anschlag“, um die geschätzten Kosten von 40.000 Pfund decken zu können.
Nachdem A&M Records grünes Licht für die Produktion des Albums gegeben hatte, arbeitete Wakeman bis 1973 immer wieder an der Musik, mit Unterstützung von Malone und Danny Beckerman für die Orchester- und Chorarrangements. In einer typischen Sitzung entwickelte Malone Akkorde und Melodielinien, während Beckerman die Teile zu einer Partitur ausarbeitete, was mehrere Stunden dauerte. Es war Malones erster Versuch, für ein Sinfonieorchester zu schreiben, da er keine klassische Ausbildung erhalten hatte. Die Originalpartitur war auf 55 Minuten angelegt, wurde aber auf 40 Minuten reduziert, um sie den zeitlichen Möglichkeiten einer LP anzupassen. Malone nannte das Projekt eine Herausforderung und "völlig anders" als das, womit er sich zuvor beschäftigt hatte. A&M Records verlangte eine Gruppe bekannter Musiker auszuwählen, die in seiner Rockband spielen sollten. Wakeman lehnte es ab, da er das Publikum eher über die Musik als über bekannte Interpreten begeistern wollte. Er entschied sich für eine Gruppe, mit der er früher im Valiant Trooper, einem Pub in Holmer Green in Buckinghamshire, zusammen spielte. „Ich hatte mit ihnen sonntagabends ziemlich oft zum Spaß gespielt… Ich spielte mit den Jungs Keyboard, so dachte ich, sie könnten Journey für mich spielen.“ Er wählte Sänger Ashley Holt und Schlagzeuger Barney James von Warhorse, Sänger Gary Pickford-Hopkins von Wild Turkey, den Bassisten Roger Newell und den Gitarristen Mike Egan, der auch schon bei The Six Wives of Henry VIII mitspielte. Der erste Bassist, der ausgewählt wurde, war Dave Wintour, ebenfalls an Six Wives mitwirkte. Der Schauspieler und Sänger Richard Harris war die erste Wahl, um die Geschichte vorzutragen, stand aber nicht zur Verfügung, also wählte Wakeman den Schauspieler David Hemmings.

## Umsetzung

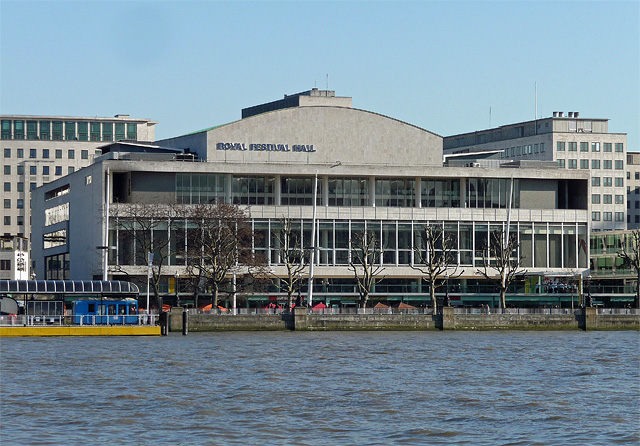
Der Aufnahmeort Royal Festival Hall (2011)

### Konzerte
Die Konzerte und das Album wurden erstmals im Oktober 1973 angekündigt. Sie wurden in eine Tourpause der Topographic Oceans Tournee von Yes gelegt. Es fanden zwei ausverkaufte Vorstellungen am Freitag, dem 18. Januar 1974 um 18 und 20 Uhr in der Royal Festival Hall in London statt, die von jeweils 3000 Gästen besucht wurden. Die Proben dazu fanden am Tag der Vorstellungen um 9 Uhr in den Farmyard Studios in Little Chalfont im Chiltern District statt. Jede der beiden Vorstellungen dauerte eine Stunde und vierzig Minuten. Mit Wakeman und seiner Band traten das London Symphony Orchestra und der English Chamber Choir unter der Leitung von Measham auf. Über der Bühne befand sich eine Leinwand, auf der zunächst Archivaufnahmen von Bergen und Höhlen gezeigt werden sollten, jedoch erteilte die 20th Century Fox die Erlaubnis, Ausschnitte aus dem gleichnamigen Abenteuerfilm Die Reise zum Mittelpunkt der Erde von 1959 begleitend zur Musik zu zeigen. Ursprünglich war geplant, die Konzerte für eine mögliche Video-Veröffentlichung filmen zu lassen, was aber mangels verfügbarem Budget nicht realisiert wurde.
Die Vorstellungen wurden mit einem Auszug aus der 1. Sinfonie von Sergei Rachmaninoff eingeleitet, gefolgt von der Titeln Catherine Parr, Catherine Howard und Anne Boleyn aus dem Album The Six Wives of Henry VIII, gemischt mit komischen Interpretationen von A Road to Ruin und Twelfth Street Rag mit Banjos, Balladensängerinnen, sowie begleitenden Filmausschnitten von Laurel und Hardy und weiteren Stummfilmen. Diesen Part hielt Wakeman für eine Katastrophe, da die Filme erst kurz vor der ersten Aufführung eintrafen und er am Klavier improvisieren musste, ohne Filminhalte zu kennen. Wakeman wollte die erste Konzerhälfte "musikalisch und unterhaltsam" gestalten um dem Publikum die eigentliche Aufführung in der zweiten Konzerthälfte angenehmer zu machen. Als Zugabe wurde das humorvolle, auf verschiedenen Fernseh- und Filmmusiken basierende Stück The Pearl and Dean Piano Concerto gespielt. Der Nachrichtenreporter Chris Welch besuchte die Vorstellungen und notierte: „Mehrere Mitglieder des Chores konnte man in den rhythmischeren Momenten springen sehen, und als Rick ein wunderschönes klassisches Klavier spielte, war zustimmendes Nicken aus den Reihen des Orchesters zu vernehmen.“ Im Anschluss an die zweite Vorstellung fand eine Party statt, an der Wakeman wegen Erschöpfung jedoch nicht teilnahm. Laut Welch wurde er schlafend nach Hause gefahren.

### Produktion
Wakeman plante, beide Konzerte aufnehmen und das beste der beiden auswählen zu können, jedoch verlangte das London Symphony Orchestra dafür die doppelte Gage. Daraufhin traf er „die erschreckende Entscheidung, nur die zweite Aufführung aufzunehmen, in der Hoffnung, dass es nicht zu viele Fehler gäbe“. Die Aufführung wurde in 16-Kanal-Technik von Ronnie Lanes Lyn Mobile Studio aufgezeichnet, das in einem Airstream-Wohnwagen eingerichtet war. Zunächst wurde das Vorspiel, also die erste Hälfte des zweiten Konzerts aufgenommen um die Ausrüstung einzurichten und zu testen. Diese Aufnahme wurde erst 2002 auf der CD The Missing Half aus Wakmans limitierter Treasure Chest Edition  veröffentlicht.
Die Aufnahmen wurden von Wakeman produziert und von ihm zusammen mit dem Toningenieur Paul Tregurtha vom 21. bis 29. Januar 1974 in den Morgan Studios in London gemischt, wobei auf eine Reihe von Problemen stießen. Laut Wakeman hatte jemand, kurz bevor die Aufnahmen begannen, auf der Straße versehentlich das Kabel für das Gesangsmikrofon getrennt. Also verstärkten sie den Gesang, der von den anderen Mikrofonen aufgenommen wurde. Eine Snaredrum samt Mikrofon brach während der Aufführung zusammen, und Hemmings musste, aufgrund eines unplanmäßigen Tonbandwechsels während seiner Aufführung, einige Sprechszenen im Studio neu aufnehmen. Auf vier Spuren gab es ein völliges Durcheinander zwischen dem Orchester und der Band, so dass eine identische Passage aus einer späteren Sequenz eingefügt werden musste.
Ursprünglich plante A&M Records, das Album schnell produzieren zu lassen, um es bereits im Februar 1974 herauszugeben zu können. Allerdings wurde zusätzliche Zeit benötigt, um die Pannen während der Aufnahmen zu reparieren. Zusätzlich verzögerte ein Mangel an Vinyl die Produktion der Schallplatten, so dass die Veröffentlichung auf Anfang April verschoben wurde. Das Management fürchtete, dass aufgrund der Verzögerungen zwischenzeitlich Schwarzkopien des Konzerts verkauft werden könnten.
Die spätere Veröffentlichung passte auch besser zu Wakemans Plänen, der während der Produktionszeit seine Tournee mit Yes wieder aufgenommen hatte. Während dieser Tournee hörte er zahlreiche Ausschnitte aus der Albumproduktion und lehnte mehrere davon ab. „Mir gefiel der Ton einfach nicht, und es hat sich gelohnt, es mit ein paar zusätzlichen Tagen richtig zu machen.“ Eine weitere Verzögerung ergab sich aus Papiermangel, da das ursprüngliche Albumdesign aus einer Klapphülle mit einem 8-seitigen Booklet bestand und sich der Designer weigerte, das Schallplattencover auf eine einfache Standardhülle zu reduzieren.

## Veröffentlichung
Nachdem das fertige Album bei A&M Records eintraf, wurde es vom Management ablehnend aufgenommen und es weigerte sich, es zu veröffentlichen. Da Wakeman jedoch bei A&M Records in den Vereinigten Staaten unter Vertrag stand, wurde eine Demokassette an Jerry Moss in Kalifornien geschickt, der daraufhin der Veröffentlichung zustimmte.
Das Album wurde am 3. Mai 1974 veröffentlicht und führte als erstes Album von A&M Records eine Woche lang die UK Albums Charts an. In den US Billboard 200 Charts wurde es 27 Wochen geführt und erreichte im Juli zwei Wochen lang Platz 3. Innerhalb von sechs Wochen entwickelte sich das Album zu einem millionenschweren Verkaufserfolg.
Anlässlich des 25-jährigen Jubiläums des Albums veröffentlichte Wakeman 1999 eine Fortsetzung mit dem Titel Return to the Centre of the Earth (deutsch Rückkehr zum Mittelpunkt der Erde), in der eine Gruppe Abenteurer versucht, der Expedition von Saknussemm zum Mittelpunkt der Erde zu folgen.
Im Jahr 2002 brachte Wakeman die 8-CD-Kompilation Treasure Chest heraus, die das bislang unveröffentlichte Vorprogramm der ersten Hälfte des zweiten Konzerts in der Royal Festival Hall enthielt. Die eigentlichen Aufnahmen wurde versehentlich gelöscht, jedoch wurde später eine unzulängliche Aufnahme auf einem falsch beschrifteten Band wiederentdeckt, die daraufhin digital remastert wurde. Eine CD enthielt Hemmings Erzählungen in fünf verschiedenen Dialekten aus einer Aufnahmesitzung im Studio, die entstand, als Wakeman und Hemmings während des Abmischens des Albums im Studio getrunken hatten.
Im Mai 2016 erschien ein Super Deluxe Edition Box Set mit 3 CDs und DVD mit neu remasterten Versionen des Originalalbums, Live-Aufführungen von 1974 und 1993 sowie einer DVD-Audio mit einer quadrophonischen Surround-Sound-Mischung und einer audiophilen Mobile Fidelity Sound Lab-Mischung.

## Rezeption
Von Kritikern wurde das Album nach seiner Veröffentlichung höchst unterschiedlich aufgenommen. Einigen erschien es als eine „… klassische Nachahmung … wirklich entsetzlich“ und als „brutaler Synthesizer-Overkill“. Andere nahmen es positiv auf. Ein Journalist der Sunday Times, der das Konzert in der Royal Festival Hall verpasst hatte, urteilte, dass die Musik auf der Platte „… großartig herüberkommt … ein eindrucksvolles Werk, das nur gelegentlich in Prätentiösität versinkt“. Der Musikjournalist Chris Welch von Melody Maker fand das Album „… unterhaltsam, frisch und entwaffnend unprätentiös … Dies könnte eine Partitur für ein Hollywood-Musical sein - melodiös, aber mit epischen Obertönen“. Welch würdigt Wakemans „Vertrautheit mit der Geschichte“ und seine „… genaue Beachtung von Details erzeugt eine Wärme für das Werk, die es als Konzertaufführung zu einem durchschlagenden Erfolg machte“. In einer rückblickenden Rezension bezeichnete Mike DeGange von Allmusic das Album als „… eine der krönenden Errungenschaften des Progressive Rock“ und bemerkte „… interessante Anhäufungen von orchestraler und synthetisierter Musik“.
Wakeman erhielt für das Album einen Ivor Novello Award und er wurde für die beste instrumentale Pop-Performance für die Grammy Awards nominiert. Im September 1974 wurde das Album von der Recording Industry Association of America mit Gold ausgezeichnet. Ein Jahr später wurde es in Brasilien mit Gold ausgezeichnet. Laut The Times wurde das Album weltweit mehr als 14 Millionen Mal verkauft.
Im Juli 2010 listete die britische Musikzeitschrift Classic Rock das Journey to the Centre of the Earth als eines der 50 Musikalben, die den Progressive Rock prägten.

## Mitwirkende
Gemäß Angaben des Booklets der CD A&M Records MFCD 848.
Musiker
- Rick Wakeman – 3 Mellotrone, 2 Minimoog Synthesizer, Flügel, Hammondorgel, Rhodes E-Piano, Rocky Mount Instruments E-Piano, Hohner Clavinet, Honky-Tonk Piano
- Gary Pickford-Hopkins – Gesang
- Ashley Holt – Gesang
- Mike Egan – E-Gitarre
- Roger Newell – Bassgitarre
- Barney James – Schlagzeug
- David Hemmings – Erzählung
- David Measham – Dirigent
- London Symphony Orchestra – Orchester
- English Chamber Choir – Chor

Produktion
- Rick Wakeman – Autor, Produktion, Regie
- Danny Beckerman – Chor- und Orchesterarrangement
- Will Malone – Chor- und Orchesterarrangement
- Pete Flanagan – Toningenieur
- Keith Grant – Produktion
- Lou Reizner – Produktionskoordinator
- Paul Tregurtha – Toningenieur
- Michael Doud – Künstlerische Leitung
- Michael Wade – Designer
- Chris Foster – Fotograf
- Nigel Messett – Fotograf
- Ken Randall – Fotograf
- Paul Wakefield – Fotograf
- Peter Waldman – Fotograf
- Mike Mann – Fotoretousche

## Neuaufnahme
Nach der ursprünglichen Album-Tournee wurde die Partitur des Dirigenten im Archiv der Managementfirma MAM Records archiviert. Nach dem Konkurs der Firma Anfang der 1980er Jahre war der weitere Verbleib der Partitur unbekannt, und Wakeman lehnte Angebote von Veranstaltern zur Aufführung weiterer Konzerte ab, da er der Meinung war, dass eine rekonstruierte Fassung der Partitur der Qualität des Originals nicht gerecht werden würde. 2009 erhielt Wakeman jedoch eine Kiste aus Australien, die etwa fünf Monate lang in seiner Garage stand, bevor er sie durchsah. Darin fand er nichts weiter, was ihm gehörte, bis auf eine Kopie der Originalpartitur, die mittlerweile einen Wasserschaden erlitten hatte. Innerhalb eines Jahres wurde die Partitur digitalisiert und mit Unterstützung des Dirigenten und Arrangeurs Guy Protheroe zusammengesetzt. Aus dieser Partitur wurde eine neue, 54-minütige Studio-Neuaufnahme von Journey to the Centre of the Earth produziert, die auch die 18 Minuten Musik enthält, die aus technischen Gründen aus der ursprünglichen LP-Fassung geschnitten worden waren. Die Aufnahmen fanden von Juli bis September 2012 statt, zusammen mit dem Orion Orchestra, dem English Chamber Choir, Wakemans Rockband und dem English Rock Ensemble. Nachdem Hemmings 2003 verstorben war, wurde die Erzählung von dem Schauspieler Peter Egan vorgetragen. Das am 20. November 2012 veröffentlichte Album wurde zusammen mit einer exklusiven Sonderausgabe des Classic Rock Magazins, einem Reprint des Konzertprogramms der Royal Festival Hall von 1974 sowie einem 132-seitigen Booklet ausgeliefert. Vom 24. April bis zum 10. Mai 2014 tourte Wakeman mit dem neuen Arrangement durch Großbritannien.
Anlässlich seines 70. Geburtstags und des 45-jährigen Album-Jubiläums führte Wakeman die neu aufgenommene Version am 13. und 14. Juli 2019 in der Royal Festival Hall auf.